# 光市立図書館
光市立図書館（ひかりしりつとしょかん）は、山口県光市に所在する公共図書館。旧光市、旧光市立図書館の本館と旧熊毛郡大和町、旧大和町立大和図書館の大和分室から成る。
1862年（文久2年）難波蕈庵が私塾養義場を開設し、同時期に立野村宮河内に私立図書館の向山文庫を設けた事が当館の起源とされている。向山文庫は光市市指定史跡に指定されている。
光市や山口県の郷土資料なども揃えられており、ビデオやDVD、CD等を館内で視聴することができる。山口県立山口図書館と連携しており、山口県内及び日本国内の図書館で相互貸借が可能となっている。

## 沿革（合併後・両館共通項目）[1]
- 2004年（平成16年）10月4日 旧光市と旧大和町が合併、新光市誕生
- 2007年（平成19年）4月23日 子どもの読書活動優秀実践図書館として文部科学大臣表彰を受ける
- 2014年（平成26年）図書館まつり2014を開催
- 2015年（平成27年）図書館まつり2015を開催
- 2016年（平成28年）3月1日 新図書館システム運用開始。クラウド （SaaS） 型システムへ移行。カーリルタッチの導入。本館に子ども用図書検索端末を導入

合併前の沿革及び合併後の各館の個別の沿革は、各館の節を参照。

## 利用について
- 利用資格 - 誰でも利用可能。（居住地制限なし）[4]
- 貸出数 - 1人15点まで（15点のうち、CDは3点以内、DVDは2点以内、布絵本は3点以内、課題図書は1点以内）[5]
- 貸出期間 - 15日以内（課題図書については7日以内）[5]
- 貸出延長 - 他人の予約がない場合、1回に限り貸出期間の延長が可能。[5]
- 返却 - 光市立図書館本館、大和分館の両方で可能。郵送や宅配便で返却も可能だが、利用者が送料負担。[4]

## 光市立図書館
光市役所の向かいにあり、光市文化センターが隣設している。隣に聖光高等学校が立地しており、桜の開花時期には同校に植えられている桜の景色を堪能出来る。

### 沿革[1][6]
- 1862年（文久2年）難波蕈庵が私家の書籍をもとに私塾養義場を開設し、私塾文庫を設ける
- 1864年（元治元年）旧主清水親知の書籍を加え向山文庫と改称
- 1883年（明治16年）向山文庫に2階建1棟を新築
- 1888年（明治21年）1月24日 難波蕈庵没。78歳
- 1908年（明治41年）3月2日 山口県立図書館の巡回文庫の回付を開始。
- 1908年（明治41年）4月 私立向山文庫が図書館令による図書館に指定される。
- 1908年（明治41年）4月4日 島田村立図書館を島田尋常高等小学校内に併設。蔵書数和書1,086冊、洋書707冊
- 1909年（明治42年）9月 光井村野原青年同志会によって教栄寺内に野原文庫を設立。一般の貸出しを開始
- 1910年（明治43年）9月21日 三井村立三井図書館を三井尋常高等小学校内に併設。蔵書数1,598冊
- 1911年（明治44年）1月 室積町立室積図書館を室積尋常高等小学校内に設置
- 1920年（大正9年）10月 浅江村立浅江図書館を浅江尋常高等小学校内に設立。蔵書数600冊
- 1922年（大正11年） 光井尋常高等小学校児童文庫館を設置
- 1924年（大正13年） 女子師範学校付属小学校児童図書館を創設
- 1939年（昭和14年）4月1日 周南町発足
- 1940年（昭和15年）10月1日 周南町を光町に改名
- 1943年（昭和18年）4月1日 光町と室積町を合併。光市を設置
- 1944年（昭和19年）4月 上島田図書館を設置するも、市内の各図書館統合のため廃止
- 1946年（昭和21年）10月15日 光市立中央図書館の設立認可
- 1946年（昭和21年）12月13日 各地区市立図書館廃止
- 1947年（昭和22年）7月15日 光市立中央図書館を光市光井に開館。その後、市内数カ所に分館を設置
- 1948年（昭和23年）5月 光市立図書館貸出文庫を開始
- 1950年（昭和25年）4月5日 光市立光図書館設置条例を制定。光市立光図書館を設置
- 1954年（昭和29年）6月8日 市民館の一部を改造し光市立図書館を光市島田市に移転
- 1964年（昭和39年）3月31日 新たに光市図書館条例を制定、三井・室積両分館を廃止
- 1970年（昭和45年）7月21日 各地区の公民館に貸出文庫を置く
- 1971年（昭和46年） 室積公民館に親子読書コーナー（やまびこ文庫）を開設
- 1972年（昭和47年）5月10日 光市民ホールオープン。旧市民館を改造し、光市立図書館として独立。館内に橋本内匠氏のご好意による橋本文庫を設ける
- 1975年（昭和50年）5月9日 市議会に図書館建設調査特別委員会設置。
- 1975年（昭和50年） 12月23日 現在地（光市光井9-18-1）に光市立図書館を新築着工
- 1976年（昭和51年）7月2日 光市立図書館竣工
- 1976年（昭和51年）7月3日 光市立図書館一般オープン
- 1992年（平成4年）4月1日 図書館のコンピュータシステムがスタート
- 1993年（平成5年）3月2日 国立国会図書館及び、山口県立等図書館蔵書パソコン検索を開始
- 1997年（平成9年）12月1日 パソコン通信による蔵書情報の提供を開始
- 2001年（平成13年）4月 インターネットによる蔵書情報の提供。
- 2001年（平成13年）11月9日-11日 開館25周年、光図書館まつりを開催

### 開館時間・休館日
- 開館時間 - 9:00-19:00（火～金曜）、9:30-17:15（土・日曜・祝日）[4]
- 休館日 - 毎週月曜日（祝日に当たる場合はその直後の平日）、整理日（毎月第2木曜日、祝日に当たる場合はその前日）、年末年始（12月28日から1月4日）、蔵書点検期間（毎月2月中旬、10日以内）、図書館カレンダーで定められている日にち[4]

### アクセス
- 鉄道・バス JR山陽本線 光駅下車後、JRバス中国室積公園口行きバス約15分、「光市役所前」バス停下車、徒歩約5分[4]
- 国道188号線光市役所前交差点から北側、車で約1分[4]

### 向山文庫[3]
- 市指定史跡指定年月日 : 1976年（昭和51年）7月14日
- 場所 : 光市大字立野1011番地

先述の通り、光市立図書館の起源とされている私立図書館。
江戸時代この立野村は、長州藩寄組清水家代々の一郷一村知行地で、その次席家老職にあった難波周政（かねまさ）（覃庵）は領地内に私塾養義場や慕義会などを設立し、郷土子弟の教育に努めた。
しかし、1864年（元治元年）に起こった禁門の変の責任で、藩は俗論派政府の主張で福原・国司・益田の三家老に切腹を命じた。また、この事件に関与したとみなされ、立野村で蟄居していた家老の清水親知も萩表に呼び出され、切腹させられた。
その後、難波周政（覃庵）は清水家に伝わる書物に自家所蔵の書籍を加え閲覧公開をするため、1883年（明治16年）には新たに2階の建物を建て、清水親知の法名「仁沢院殿向山義雄」に因んで『向山文庫』と名付けた。文庫の文字は三条実美の書で、下方の「仰高」の額は 長州藩主毛利元徳の筆である。
立野の島田川支流、束荷川沿いに旧難波家があり、その邸内に「向山文庫」の額がかかった土蔵がある。近くには創設者の難波覃庵（たんあん）翁（1811年～1888年）の顕彰碑が建てられている。
広さは23.19m2あり、文庫内の中央正面には祭壇を設け、孔子と親知の木像を安置した。1908年（明治41年）には一般への開放と同時に、山口県立図書館の巡回文庫を借り受け、利用に供するなど積極的な動きも見られたが、年々活動が停滞し荒廃がひどく文庫を閉じた。
閉鎖後は書籍の一部を県立図書館へ依託したが、山口県文書館が設立されたため、その書籍は文書館に移動し、さらに1971年（昭和55年）に光市文化センターに寄託された。

#### 向山文庫と虎ノ門事件

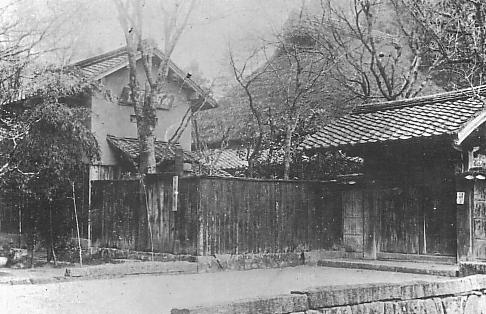
難波大助の生家・向山文庫が付帯している

虎ノ門事件を起こした難波大助は向山文庫を設立した名家・難波家に生まれた。 難波の父・作之進は、庚申倶楽部所属の衆議院議員であった。母は難波ロク。四男であった。
徳山中学（山口県立徳山高等学校の前身）時代は、父の影響を強く受けた皇室中心主義者であり、『大阪朝日新聞』の非買運動を行うなどしていた。しかし、中学5年生の時、田中義一陸軍大臣が山口に帰省した際、強制的に沿道に整列させられたことに憤慨し、思想的な変化が芽生えた。この思想変化が後の虎ノ門事件を起こす動機となる。鴻城中学でも学ぶが、後に中退。
1923年（大正12年）12月27日、難波は東京・虎ノ門（現・東京都港区虎ノ門）で皇太子裕仁親王（後の昭和天皇）を近接狙撃するが失敗に終わる。難波は「革命万歳」と叫び逃走を図るも、激昂した周囲の群衆の暴行を受け、警備の警官に取り押さえられ、現行犯で逮捕された。
難波の出身地であった山口県の知事に対して2ヶ月間の2割減俸、途中難波が立ち寄ったとされる京都府の知事は譴責処分となった。また、難波の郷里の全ての村々は正月行事を取り止め謹慎し、難波が卒業した小学校の校長と担任は教育責任を取り辞職した。
難波大助の父で衆議院議員の難波作之進（庚申倶楽部所属）は事件の報を受けるや直ちに辞表を提出し、閉門の様式に従って自宅の門を青竹で結び家の一室に蟄居し、食事も充分に摂らなかった。作之進は1925年（大正14年）5月に死亡した。大助の長兄（正太郎）は勤めていた鉱業会社を退職し、家族以下蟄居生活を続けた。
この事件の影響で、難波家は所謂村八分状態になり、向山文庫が荒廃するきっかけになったという諸説がある。

## 光市立図書館　大和分室（あじさい文庫）
光市役所大和支所敷地内にあり、同支所に隣接している。「あじさい文庫」という愛称は、合併前の大和町の町花がアジサイによる事から。

### 沿革[1]
- 1973年（昭和48年） 大和町図書館及び閲覧室を設く[1]。
- 2005年（平成17年）4月 光市立図書館大和分室（あじさい文庫）開設[1]。
- 2019年（平成31年）4月1日 大和コミュニティセンター内2階に移転[9][10]。

### 開館時間・休館日
- 開館時間 - 9:00-19:00（水・金曜）、9:00-17:15（月・火・木・土・日曜・祝日）[4]
- 休館日 - 毎週月曜日（祝日に当たる場合はその直後の平日）、整理日（毎月第2木曜日、祝日に当たる場合はその前日）、年末年始（12月28日から1月4日）、蔵書点検期間（毎月2月中旬、10日以内）、図書館カレンダーで定められている日にち[4]

### アクセス
- 鉄道 JR山陽本線 岩田駅下車 徒歩約5分[4]
- バス 光市営バス「大和コミュニティーセンター前」バス停で下車